# Сонгосотла
Сонгосо́тла (исп. Zongozotla) — муниципалитет в Мексике, в северной части штата Пуэбла. Население — 4599 человек (2010 год).
Административный центр муниципалитета — посёлок Сонгосотла (4266 жителей, 2010 год).